# 窄叶木半夏
窄叶木半夏（学名：Elaeagnus angustata）为胡颓子科胡颓子属下的一个种。

## 扩展阅读
- 維基物種上的相關：窄叶木半夏